# Żer uzupełniający
Żer uzupełniający – żer młodych chrząszczy w okresie od wylęgu do osiągnięcia dojrzałości płciowej.